# معیشت آسیب‌زا
معیشت آسیب‌زا (به انگلیسی: Traumatic Livelihood) نخستین آلبوم استودیویی از خوانندهٔ انگلیسی جازمین بین می‌باشد که در ۲۳ فوریهٔ سال ۲۰۲۴ از سوی اسوانگ برثدی کیک، اینترسکوپ رکوردز، آیلند رکوردز و گروه موسیقی یونیورسال منتشر گردید.